# Lucien Vanopbroecke
Lucien Victor Vanopbroecke (Ronse, 7 februari 1915 - 2 september 1978) was een Belgisch senator.

## Levensloop
Vanopbroecke was in Ronse socialistisch gemeenteraadslid (vanaf 1953) en schepen (vanaf 1971).
Hij werd socialistisch provinciaal senator voor Oost-Vlaanderen in 1965, nadat de verkiezing van Volksunie-verkozene René Diependaele door de Senaat ongeldig was verklaard. In 1968 werd hij verkozen tot senator voor het arrondissement Aalst en vervulde dit mandaat tot in 1971.
Hij was verder ook nog:
- secretaris van de arrondissementsfederatie Oudenaarde-Ronse van de Belgische Socialistische Partij;
- oud-strijder 1940-45;
- erevoorzitter van de Persbond van Ronse;
- voorzitter van de lokale beschermde werkplaats.